# 真正極移
真正極移（英語：True polar wander）是指一個固體的行星或衛星，因對其自轉軸的旋轉，導致北極和南極的地理位置發生「漂移」。若物體是完全剛性的（地球不是），它最穩定的旋轉，是當它的最大慣性矩軸和自轉軸對齊，而兩個較小的慣性矩軸位於赤道平面內。如果星體不處於這種穩定狀態，就會發生真正極移：一個行星或卫星在這情況下會以剛體型旋轉，把最大慣性矩軸與自轉軸重新合齊。

## 有關地球的極移
地球的質量分佈不是球性對稱的，地球具有三種不同的轉動慣量。最大轉動慣量的軸與旋轉軸（穿過地理北極和南極的軸）是密齊的。另外兩個軸在赤道附近。這類似於一塊磚，圍繞其最短尺寸的軸旋轉（當磚平放時為垂直軸）。但是，如果在赤道附近的兩個軸之一的轉動慣量，變得幾乎等於極軸的轉動慣量，則對物體（地球）方向的約束就會放鬆。 這種情況就像橄欖球或美式足球圍繞穿過其“赤道”的軸旋轉（球的“赤道”並不對應於地球的赤道)。只有微小的擾動就可以移動足球，然後足球會圍繞另一個通過同一“赤道” 軸旋轉。同樣，一些因素也可以使地球（地殼和地幔）緩慢重新定向，一直到轉軸的新地理點移動到北極，並保持低慣性矩的軸在赤道附近。 這種重新定向會改變地球上大多數點的緯度，其程度根據它們與赤道附近的不移動軸距離。

### 與其他現象的區別和界限
極移與進動不同，進動是旋轉軸的移動，換句話說，北極指向另一顆恆星。小規模的進動稱爲章動。進動是由月球和太陽的引力引起的，並且一直發生，速度比極移快得多，但它不會導致緯度的變化。
真正的極移必須與大陸漂移區分開來，大陸漂移是由於地幔中的環流使地殼板塊向不同方向的移動。
真正的極移必須與地磁反轉區分開來，地磁反轉已被證實為地球磁場南北磁極倒置。

### 分離極移和板塊構造
古地磁學用岩石中測出的古緯度來重建構造板塊，而極移和板塊構造都能影響古緯度。為了重建板塊構造歷史，地質學家必須分離這兩種因素。因為真正的極移是一種全球現象，而構造運動是每個板塊局部的活動。所以在不同地點但同年代的多次取樣，就能區分板塊構造運動和真正的極移信號。

## 實例
在地球的歷史中，已經發生過數次真正極移案例。有人認為，在大約 1.74 到 1.57 億年前，由於真正極移，東亞向南移動了 25°。火星、歐羅巴和土衛二也被認為經歷了真正極移。然而，天王星相對於黃道極端傾斜並不是真正極移（星體相對於其旋轉軸的移動），而是旋轉軸本身的大移動。這種軸轉移動被認為由於是數十億年前發生的一系列星體碰撞。
哈佛大學研究團隊在《地球物理研究快報》發表最新研究指出，人類從1835至2011年期間建造的6862座水壩，所儲存的水量足以填滿美國大峽谷兩次，這龐大的重量，竟導致地球兩極偏移。這些水壩造成地球出現「真正極移」，地殼漂浮在一層熔岩地函之上，當在地殼移動巨大的物體時（例如水壩裡的水），重量分布改變，會導致地殼相對於地函移動，同時也會改變地球兩極的位置；研究主要作者娜塔莎（Natasha Valencic）指出：「當我們用水壩攔住水時，它不僅會從海洋中抽水，從而導致全球海平面下降，還會以不同的方式重新分配世界各地的質量。」研究發現，近200年來水壩蓄水導致地球兩極總共移動了約1.1公尺的距離，分為兩個時期，從1835到1954年，北美和歐洲大型水壩的建造使北極向東經103度線移動了20公分；而自1954年至2011年，東非和亞洲的大規模水壩建設，增加了地球兩側與北美和歐洲相對的重量，結果導致北極點進一步向西經117度移動57公分。